# Lijst van films (1990-1999)
Dit is een lijst van films uit de periode 1990-1999.

## 0-9
- 06 (1994)
- 10 Things I Hate About You (1999)
- 12 Monkeys (1995)
- The 13th Warrior (1999)
- Het 14e kippetje (1998)
- 101 Dalmatians (1996)
- 187 (1997)
- 1000 Rosen (1994)
- 1492: Conquest of Paradise (1992)
- 23 - Nichts ist so wie es scheint (1998)
- 200 Cigarettes (1998)
- 8MM (1999

## A
- Abeltje (1998)
- Above the Rim (1994)
- Abre los ojos (1997)
- El abuelo (1998)
- Acción mutante (1993)
- Ace Ventura: Pet Detective (1994)
- Ace Ventura: When Nature Calls (1995)
- Ad fundum (1993)
- The Addams Family (1991)
- Addams Family Reunion (1998)
- Addams Family Values (1993)
- The Adventures of Priscilla, Queen of the Desert (1994)
- Affliction (1997)
- The Age of Innocence (1993)
- Aimée & Jaguar (1999)
- Air America (1990)
- Air Bud (1997)
- Air Bud: Golden Receiver (1998)
- Air Force One (1997)
- Aladdin (1992)
- Aladdin: De Wraak van Jafar (1994)
- Aladdin en de Dievenkoning (1996)
- Aletta Jacobs: Het hoogste streven (1995)
- Alien³ (1992)
- Alien 4: Resurrection (1997)
- Alive (1993)
- All Dogs Go to Heaven 2 (1996)
- All Stars (1997)
- Amelia Earhart: The Final Flight (1994)
- American Beauty (1999)
- American History X (1998)
- American Me (1992)
- American Pie (1999)
- The American President (1995)
- An American Tail: Fievel Goes West (1991) animatie
- An American Tail: The Treasure of Manhattan Island (1998) animatie
- Amistad (1997)
- The Amy Fisher Story (1993)
- Anaconda (1997)
- Analyze This (1999)
- Anastasia (1997)
- Another 48 Hrs. (1990)
- Antonia (1995)
- Antz (1998)
- Any Given Sunday (1999)
- Apollo 13 (1995)
- Arachnophobia (1990)
- Arctic Blue (1993)
- Arizona Dream (1993)
- Armageddon (1998)
- As Good as It Gets (1997)
- Ashes of Time (1994)
- Assassins (1995)
- Asterix & Obelix tegen Caesar (1999)
- The Astronaut's Wife (1999)
- Au (1997)
- Austin Powers: International Man of Mystery (1997)
- Austin Powers: The Spy Who Shagged Me (1999)
- Avalon (1990)
- Awakenings (1991)

## B
- Baantjer: De Cock en de wraak zonder einde (1999)
- Babe (1995)
- Babe: Pig in the City (1998)
- Baby Geniuses (1998)
- Baby's Day Out (1994)
- Back to the Future Part III (1990)
- Backdraft (1991)
- Bad Boys (1995)
- Bad Girls (1994)
- Bang (1995)
- Barbwire (1996)
- Barton Fink (1991)
- Basic Instinct (1992)
- The Basketball Diaries (1995)
- Batman Forever (1995)
- Batman Returns (1992)
- Batman & Robin (1997)
- Bean: The Ultimate Disaster Movie (1997)
- Beavis and Butt-head Do America (1997)
- Beethoven (1992)
- Beethoven's 2nd (1993)
- Before and After (1996)
- Before the Rain (1994)
- Being Human (1993)
- Being John Malkovich (1999)
- Belle en het Beest (1991)
- Belle en het Beest: Belle's Wonderlijke Verhalen (1998)
- Belle en het Beest: Een Betoverd Kerstfeest (1997)
- Big Daddy (1999)
- The Big Lebowski (1998)
- Bird on a Wire (1990)
- The Birdcage (1996)
- Black Cat, White Cat (1998)
- The Blade (1995)
- Blade (1998)
- The Blair Witch Project (1999)
- Blankman (1994)
- Blast from the Past (1998)
- Blind Date (1996)
- Blood In Blood Out (1993) aka Bound by Honor
- Blue in the Face (1995)
- Blue Sky (1994)
- Blues Brothers 2000 (1998)
- The Bodyguard (1992)
- The Bone Collector (1999)
- Boogie Nights (1997)
- Boomerang (1992)
- The Boondock Saints (1999)
- Börn náttúrunnar (1991)
- Bound (1996)
- The Boxer (1992)
- Boys Don't Cry (1999)
- Boys on the Side (1995)
- Boyz n the Hood (1991)
- The Brady Bunch Movie (1995)
- Bram Stoker's Dracula (1992)
- Braveheart (1995)
- Breaking the Waves (1996)
- The Bride with White Hair (1993)
- The Bridges of Madison County (1995)
- Bringing Out the Dead (1999)
- Broken Arrow (1996)
- A Bronx Tale (1993)
- Buffy the Vampire Slayer (1992)
- A Bug's Life (1998)
- Bugsy (1991)
- Bullets Over Broadway (1994)
- Bulworth (1998)
- De bunker (1992)
- Burning Paradise (1994)

## C
- C'est arrivé près de chez vous (1992)
- The Cable Guy (1996)
- Cadillac Man (1990)
- Campeones de la lucha libre (2008)
- Candles in the Dark (1993)
- Candyman (1992)
- Cape Fear (1992)
- Carlito's Way (1993)
- Carrington (1995)
- Casino (1995)
- Casper (1995)
- Casualties of Love: The Long Island Lolita Story (1993)
- Celebrity (1998)
- Central do Brasil (1998)
- Chaplin (1992)
- The Chase (1995)
- Chasing Amy (1997)
- Christopher Columbus: The Discovery (1992)
- The Cider House Rules (1998)
- City of Angels (1998)
- City of Joy (1993)
- City Slickers (1991)
- City Slickers II: The Legend of Curly's Gold (1994)
- Clear and Present Danger (1994)
- Clerks. (1994)
- The Client (1994)
- Cliffhanger (1993)
- Close Your Eyes and Hold Me (1996)
- Clueless (1995)
- The Commitments (1991)
- Compassion in Exile: The Life of the 14th Dalai Lama (1993)
- Con Air (1997)
- Confessions of Sorority Girls (1994)
- Conflict of Interest (1993)
- Congo (1995)
- Conspiracy Theory (1997)
- Contact (1997)
- Cool Runnings (1994)
- Cool World (1992)
- Copycat (1995)
- Corrina, Corrina (1994)
- Courage Under Fire (1996)
- The Cowboy Way (1994)
- The Craft (1996)
- Crimson Tide (1995)
- The Crossing (1994)
- The Crow (1994)
- The Crow: City of Angels (1997)
- The Crucible (1996)
- Cruel Intentions (1999)
- The Crying Game (1992)
- Cube (1997)
- De cup (1999)
- Curly Sue (1991)
- Cutthroat Island (1995)
- Cyborg 2: Glass Shield (1992)
- Cyborg 3 (1994)
- Cyrano de Bergerac (1990)

## D
- Daens (1993)
- Damage (1992)
- Dances with Wolves (1990)
- Dangerous Minds (1995)
- Dante's Peak (1997)
- Darkman (1990)
- Dave (1993)
- Daylight (1996)
- Days of Thunder (1990)
- Dazed and Confused (1993)
- Dead Again (1991)
- Dead Man Walking (1995)
- Dead Presidents (1995)
- Death Becomes Her (1992)
- Death Warrant (1990)
- Deconstructing Harry (1997)
- Deep Blue Sea (1999)
- Deep Impact (1998)
- Delicatessen (1991)
- Demolition Man (1993)
- Dennis the Menace (1993)
- Desperado (1995)
- Desperate Hours (1991)
- Deuce Bigalow: Male Gigolo (1999)
- Devil in a Blue Dress (1995)
- The Devil's Advocate (1997)
- The Devil's Arithmetic (1999)
- Dick Tracy (1991)
- Die Hard 2: Die Harder (1990)
- Die Hard 3: With a Vengeance (1995)
- Disclosure (1994)
- Disturbing Behavior (1998)
- Do Not Disturb (1999)
- Doc Hollywood (1991)
- Don Juan DeMarco (1995)
- Donnie Brasco (1997)
- The Doom Generation (1995)
- The Doors (1991)
- Dr. Dolittle (1998)
- Dr. Giggles (1992)
- Dracula (1992)
- Dragon: The Bruce Lee Story (1994)
- Dragonheart (1996)
- Drop Dead Gorgeous (1999)
- Drop Zone (1995)
- Dumb and Dumber (1994)
- Dying Young (1991)

## E
- East Is East (1999)
- Ed Wood (1994)
- EDtv (1999)
- Edward Scissorhands (1990)
- Election (1999)
- Elias of het gevecht met de nachtegalen (1991)
- Eline Vere (1991)
- Elizabeth (1998)
- Embrace of the Vampire (1994)
- Emma (1996)
- Enchanted April (1992)
- Encino Man (1992)
- End of Days (1999)
- The End of the Affair (1999)
- Enemy of the State (1998)
- The English Patient (1996)
- The Englishman Who Went Up a Hill But Came Down a Mountain (1995)
- Entrapment (1999)
- Eraser (1996)
- Escape from L.A. (1996)
- Escape from Tibet (1997)
- Europa Europa (1990)
- Eva (1994)
- Even Cowgirls Get the Blues (1994)
- Event Horizon (1997)
- Ever After (1998)
- Everest (1998)
- Everyone Says I Love You (1996)
- Evita (1996)
- Executive Decision (1996)
- eXistenZ (1999)
- Extreme Measures (1997)
- Eyes Wide Shut (1999)

## F
- Face/Off (1997)
- The Faculty (1998)
- Fair Game (1995)
- Falling Down (1999)
- Fantasia 2000 (1992)
- Far and Away (1992)
- Fargo (1996)
- Farinelli (1994)
- Father of the Bride (1991)
- Fear (1996)
- Fear and Loathing in Las Vegas (1998)
- Fearless (1994)
- Feeling Minnesota (1996)
- Festen (1998)
- A Few Good Men (1992)
- The Fifth Element (1997)
- Fight Club (1999)
- La Fille de d'Artagnan (1994)
- Filmpje! (1995)
- The Firm (1993)
- First Knight (1995)
- The First Wives Club (1996)
- The Fisher King (1991)
- Fl. 19,99 (1998)
- Flatliners (1990)
- Flawless (1999)
- The Flintstones (1994)
- Flodder 2: Flodder in Amerika (1992)
- Flodder 3: Flodder: The Final Story (1995)
- Flubber (1997)
- For the Boys (1991)
- The Forbidden Dance (1990) aka Lambada, the Forbidden Dance
- Forces of Nature (1998)
- Forever Young (1993)
- Forrest Gump (1994)
- Fortress (1993)
- Four Rooms (1995)
- Four Weddings and a Funeral (1994)
- Foxfire (1996)
- Frankenstein (1994)
- Frankie and Johnny (1991)
- Free Willy (1993)
- Free Willy 2: The Adventure Home (1995)
- Free Willy 3: The Rescue (1997)
- Freejack (1992)
- Freeway (1996)
- French Kiss (1995)
- Fresa y chocolate (1993)
- Fried Green Tomatoes (1991)
- From Dusk Till Dawn (1995)
- Fucking Åmål (1998)
- The Fugitive (1993)
- The Full Monty (1997)

## G
- Galaxy Quest (1999)
- The Game (1997)
- Gang Related (1997)
- Gattaca (1997)
- George of the Jungle (1997)
- Geri's Game (1997)
- Get Shorty (1995)
- The Getaway (1994)
- Gettysburg (1993)
- Ghost (1990)
- Ghost in the Shell (1995)
- Gia (1998)
- Girl, Interrupted (1999)
- Glengarry Glen Ross (1992)
- Go (1999)
- The Godfather Part III (1990)
- Gods and Monsters (1998)
- Godzilla (1998)
- GoldenEye (1995)
- Good Will Hunting (1997)
- Goodfellas (1990)
- Gordel van smaragd (1997)
- Grand Canyon (1991)
- Green Card (1991)
- The Green Mile (1999)
- Gremlins 2: The New Batch (1990)
- The Grifters (1990)
- Groundhog Day (1993)
- Grumpy Old Men (1993)
- Guest House Paradiso (1999)

## H
- Hackers (1995)
- La Haine (1995)
- Halloween H20: 20 Years Later (1998)
- Hamlet (1990)
- The Hand That Rocks the Cradle (1992)
- Happiness (1998)
- Hard Eight (1996)
- Hard Rain (1998)
- Hard Target (1993)
- Hard to Kill (1990)
- The Haunting (1999)
- Head Above Water (1997)
- Heat (1995)
- Heaven & Earth (1993)
- Heavenly Creatures (1995)
- Hellraiser III: Hell on Earth (1993)
- Hellraiser 4: Bloodline (1996)
- Hercules (1997)
- Highlander II: The Quickening (1991)
- Highlander III: The Sorcerer (1995)
- Hilary and Jackie (1998)
- Himalaya (1999)
- Hocus Pocus (1993)
- Hoe ik mijn moeder vermoordde (1996)
- Holland Wonderland (1990)
- Holy Man (1999)
- Home Alone (1990)
- Home Alone 2: Lost in New York (1992)
- Home Alone 3 (1997)
- Home Fries (1998)
- Honey, I Blew Up the Kid (1993)
- Honeymoon in Vegas (1992)
- Hoogste Tijd (1995)
- Hook (1991)
- Hope Floats (1998)
- The Horse Whisperer (1998)
- Hot Shots! (1991)
- Hot Shots! Part Deux (1993)
- The House of the Spirits (1993)
- House Party (1990)
- House Party 2 (1991)
- HouseSitter (1992)
- How Stella Got Her Groove Back (1998)
- Howards End (1992)
- Hudson Hawk (1991)
- Le Huitième Jour (1995)
- The Hunchback of Notre Dame (1996)
- The Hunt for Red October (1990)
- The Hurricane (1999)
- Husbands and Wives (1992)

## I
- I Know What You Did Last Summer (1997)
- I Love Trouble (1994)
- I Still Know What You Did Last Summer (1999)
- The Ice Storm (1997)
- Idioterne (1998)
- Ilse verandert de geschiedenis (1993)
- Immortal Beloved (1995)
- Impromptu (1991)
- In & Out (1997)
- In het belang van de staat (1997)
- In the Line of Fire (1993)
- In the Name of the Father (1993)
- The Incredibly True Adventure of Two Girls in Love (1995)
- Indecent Proposal (1993)
- Independence Day (1996)
- The Indian Runner (1991)
- Indochine (1992)
- The Insider (1999)
- Inspector Gadget (1999)
- Interview with the Vampire: The Vampire Chronicles (1994)
- The Iron Giant (1999)
- Iron Monkey (1993)
- It Could Happen to You (1995)
- It Takes Two (1995)
- Ivoren wachters (1998)

## J
- Jack (1996)
- Jack & Sarah (1995)
- Jack Frost (1996)
- Jack Frost (1998)
- The Jackal (1997)
- Jackie Brown (1997)
- Jacob's Ladder (1990)
- Jade (1995)
- James and the Giant Peach (1996)
- Jason Goes to Hell: The Final Friday (1993)
- Jawbreaker (1999)
- Jefferson in Paris (1994)
- Jerry Maguire (1997)
- Jesus' Son (1999)
- The Jew in the Lotus
- Jezus is een Palestijn (1999)
- JFK (1991)
- Jingle All the Way (1996)
- Joe Versus the Volcano (1990)
- Johnny Handsome (1990)
- Johnny Mnemonic (1995)
- Johnny Suede (1992)
- Johnny Stecchino (2001)
- Johns (1996)
- De Johnsons (1992)
- Ju Dou (1990)
- Ju-on (1998)
- Judge Dredd (1995)
- Judgment Night (1993)
- Jumanji (1995)
- Jungle 2 Jungle (1997)
- The Jungle Book (1994)
- Jungle Fever (1991)
- Junior (1994)
- Junk Mail (1997)
- Jurassic Park (1993)
- De jurk (1995)
- The Juror (1996)
- Just Cause (1995)
- Just the Ticket (1999)

## K
- De Kabouterschat (1999)
- Karakter (1997)
- Kickboxer 2: The Road Back (1991)
- Kickboxer 3: The Art of War (1992)
- Kickboxer 4: The Aggressor (1994)
- Kickboxer 5: The Redemption (1995)
- A Kid from Tibet (1992)
- Kids (1995)
- Killing Zoe (1994)
- Kindergarten Cop (1991)
- King Ralph (1991)
- Kingpin (1996)
- Kiss of Death (1995)
- Kiss the Girls (1998)
- De kleine blonde dood (1993)
- De klokkenluider van de Notre Dame (1996)
- Koko Flanel (1990)
- Kolja (1996)
- Kruimeltje (1999)
- Kundun (1997)

## L
- L.A. Confidential (1997)
- The Land Girls (1997)
- Lang Leve de Koningin (1995)
- The Langoliers (1996)
- Last Action Hero (1993)
- The Last Boy Scout (1991)
- The Last of the Mohicans (1993)
- Last Man Standing (1996)
- The Last Supper (1995)
- A League of Their Own (1992)
- Leaving Las Vegas (1995)
- Legends of the Fall (1995)
- Léon (1994)
- Lethal Weapon 3 (1992)
- Lethal Weapon 4 (1998)
- Liar Liar (1996)
- Lightning Jack (1993)
- The Lion King (1994)
- The Lion King II: Simba's trots (1998)
- Lisbon Story (1994)
- Little Buddha (1993)
- The Little Rascals (1994)
- Little Voice (1998)
- Little Women (1994)
- Living Buddha (1994)
- Lone Star (1996)
- Look Who's Talking Now (1994)
- Look Who's Talking Too (1991)
- Lorenzo's Oil (1992)
- Lost Highway (1997)
- Lost in Space (1998)
- The Lost World: Jurassic Park (1997)
- Love and a .45 (1995)
- A Low Down Dirty Shame (1994)
- Een luizenleven (1998)

## M
- Macbeth (1991)
- Mad Dog and Glory (1993)
- Mad Love (1995)
- Made in America (1993)
- Madelief, krassen in het tafelblad (1998)
- The Madness of King George (1994)
- Madonna: Truth or Dare (1990)
- Mafia! (1998)
- Magnolia (1999)
- Malcolm X (1992)
- Malice (1993)
- Mallrats (1995)
- The Man in the Moon (1991)
- Man on the Moon (1999)
- Marked for Death (1990)
- Mars Attacks! (1996)
- Marvin's Room (1997)
- Mary Shelly's Frankenstein (1994)
- The Mask (1994)
- The Mask of Zorro (1998)
- Matilda (1996)
- The Matrix (1999)
- Maverick (1994)
- Medicine Man (1991)
- Mediterraneo (1991)
- Meet Joe Black (1998)
- Meeting people is easy (1999) documentaire
- Men in Black (1997)
- Mercury Rising (1998)
- Mermaids (1990)
- Message in a Bottle (1999)
- Miami Blues (1990)
- Michael (1996)
- Mickey Blue Eyes (1999)
- Mifunes sidste sang (1999)
- Mighty Aphrodite (1995)
- The Mighty Ducks (1992)
- Miller's Crossing (1990)
- A Million to Juan (1994)
- Mimic (1997)
- Miracle on 34th Street (1994)
- Misery (1990)
- Mission: Impossible (1996)
- Mo' Money (1992)
- Money Train (1995)
- Monkey Trouble (1994)
- Mononoke Hime (1997)
- Mortal Kombat (1995)
- Mortal Kombat 2 (1998)
- Mousehunt (1997)
- Mr. and Mrs. Bridge (1990)
- Mr. Holland's Opus (1995)
- Mr. Jones (1993)
- Mr. Magoo (1998)
- Mrs. Brown (1997)
- Mrs. Doubtfire (1993)
- Much Ado About Nothing (1993)
- Mulan (1998)
- Multiplicity (1996)
- The Mummy (1999)
- Murder in the First (1995)
- Music of the Heart (1999)
- My Best Friend's Wedding (1997)
- My Cousin Vinny (1992)
- My Girl (1991)
- My Left Foot (1990)
- My Life (1993)
- My Own Private Idaho (1991)

## N
- Naar de klote! (1996)
- Nachtvlinder (1999)
- The Naked Gun 2½: The Smell of Fear (1991)
- Naked Gun 33⅓: The Final Insult (1994)
- Naked Lunch (1991)
- Narrow Margin (1990)
- Natural Born Killers (1994)
- Navy Seals (1991)
- Needful Things (1993)
- The Negotiator (1998)
- Nell (1995)
- The Net (1995)
- Never Been Kissed (1999)
- Never Talk to Strangers (1996)
- The NeverEnding Story II: The Next Chapter (1990)
- The NeverEnding Story III: Escape from Fantasia (1994)
- New Dragon Gate Inn (1992)
- New Jack City (1991)
- Night and the City (1992)
- Night Falls on Manhattan (1997)
- Night on Earth (1992)
- The Nightmare Before Christmas (1993)
- Nightwatch (1998)
- Nikita (1990)
- Nine Months (1995)
- The Ninth Gate (1999)
- Nixon (1995)
- No Trains, No Plains (1999)
- Nobody's Fool (1994)
- Nobody's Perfect (1991)
- Nord (1993)
- De Noorderlingen (1992)
- Not Without My Daughter (1991)
- Notting Hill (1999)
- Now and Then (1995)
- Nowhere (1997)
- Nowhere to Run (1993)
- The Nutcracker Prince (1991)
- The Nutty Professor (1996)

## O
- Oerga (1991)
- Oeroeg (1993)
- Oetomljonnye solntsem (1992)
- Of Mice and Men (1992) (1992)
- Office Space (1999)
- On Deadly Ground (1994)
- Once Around (1991)
- Once Upon a Time in China (1991)
- Once Were Warriors (1994)
- One Fine Day (1997)
- One Good Cop (1991)
- One Night Stand (1998)
- De onfatsoenlijke vrouw (1991)
- Only Yesterday (1992)
- Only You (1994)
- Operation Dumbo Drop (1995)
- The Opposite of Sex (1998)
- Oscar (1991)
- Othello (1995)
- Other People's Money (1992)
- Out for Justice (1991)
- Out of Sight (1998)
- Outbreak (1995)
- Outside Providence (1999)
- Overnight Delivery (1998)

## P
- Pacific Heights (1990)
- The Parent Trap (1998)
- Passenger 57 (1993)
- Patch Adams (1998)
- Patriot Games (1992)
- Payback (1999)
- The Peacemaker (1997)
- The Pelican Brief (1993)
- The People Under the Stairs (1991)
- The People vs. Larry Flynt (1996)
- Pet Sematary II (1992)
- Peter's Friends (1992)
- Phenomenon (1996)
- Philadelphia (1993)
- Pi (1998)
- The Piano (1993)
- Picture Perfect (1998)
- De pijnbank (1998)
- The Player (1992)
- Pleasantville (1998)
- Pocahontas (1995)
- Pocahontas II: Reis naar een Nieuwe Wereld (1998)
- Poison Ivy (1992)
- Poison Ivy II: Lily (1996)
- Pokémon de film: Mewtwo tegen Mew (1999)
- Police Academy 7: Mission to Moscow (1994)
- De Poolse bruid (1998)
- Porco Rosso (1992)
- Porte aperte (1990)
- The Portrait of a Lady (1997)
- Postcards from the Edge (1990)
- Il postino (1994)
- The Postman (1997)
- Practical Magic (1998)
- Praying with Anger (1992)
- Predator 2 (1990)
- Presumed Innocent (1990)
- Prêt-à-Porter (1994)
- Pretty Woman (1990)
- Primal Fear (1996)
- Primary Colors (1998)
- The Prince of Tides (1991)
- De prins van Egypte (1998)
- Prinses Mononoke (1997)
- Private Parts (1997)
- Problem Child (1990)
- La Promesse (1996)
- Psycho (1998)
- Public Enemies (1995)
- Pulp Fiction (1994)
- Pups (1999)

## Q
- The Quick and the Dead (1995)
- Quick Change (1990)
- Quiz Show (1994)

## R
- Le Radeau de la Méduse (1994)
- The Rainmaker (1999)
- Random Hearts (1997)
- Ransom (1996)
- Ratjetoe, de rugratsfilm (1998)
- Reality Bites (1994)
- Red Corner (1997)
- Red River Valley (1997)
- Red Rock West (1992)
- De Reddertjes in Kangoeroeland (1990)
- The Reincarnation of Khensur Rinpoche (1991)
- The Remains of the Day (1993)
- Renaissance Man (1994)
- Reservoir Dogs (1992)
- The Return of Jafar (1994)
- Return to Paradise (1998)
- Reunie (1994)
- De reuzenperzik (1996)
- Reversal of Fortune (1990)
- Richie Rich (1994)
- Ricochet (1991)
- Ride with the Devil (1999)
- Ridicule (1996)
- The Ring: Virus (1999)
- Ringu (1998)
- Ringu 2 (1999)
- Rising Sun (1993)
- The River Wild (1994)
- Roadhouse (1992)
- Rob Roy (1995)
- Robin Hood: Men in Tights (1993)
- Robin Hood: Prince of Thieves (1991)
- RoboCop 2 (1990)
- RoboCop 3 (1994)
- The Rock (1996)
- The Rocketeer (1991)
- Rocky V (1990)
- Romeo (1990)
- Romeo + Juliet (1996)
- Ronin (1998)
- Rosetta (1999)
- Rounders (1999)
- Ruby (1992)
- Rudy (1993)
- Runaway Bride (1999)
- Rush Hour (1998)
- Rushmore (1999)

## S
- Sabrina (1995)
- The Salute of the Jugger (1990)
- Salzmänner von Tibet (1997)
- The Santa Clause (1995)
- Sarafina! (1993)
- Saving Private Ryan (1998)
- Scent of a Woman (1992)
- Schindler's List (1993)
- Scream (1996)
- Scream 2 (1997)
- Se7en (1995)
- Secrets & Lies (1996)
- Selena (1997)
- Sense and Sensibility (1995)
- Serial Mom (1994)
- Seven Years in Tibet (1997)
- Shadow Boxers (1999)
- The Shadow Circus: The CIA in Tibet (1998)
- Shadowlands (1993)
- Shakespeare in Love (1998)
- The Shawshank Redemption (1994)
- The Sheltering Sky (1990)
- Shikoku (1999)
- Shine (1996)
- Shining Through (1992)
- Short Cuts (1994)
- Showgirls (1995)
- The Silence of the Lambs (1991)
- Single White Female (1992)
- Sister Act (1992)
- Sister Act 2: Back in the Habit (1993)
- Six Degrees of Separation (1993)
- The Sixth Sense (1999)
- Sleepers (1996)
- Sleeping with the Enemy (1991)
- Sleepless in Seattle (1993)
- Sleepwalkers (1992)
- Sleepy Hollow (1999)
- Sliding Doors (1998)
- Sling Blade (1996)
- Sliver (1993)
- Smoke (1995)
- Sneakers (1992)
- Something to Talk About (1995)
- Sometimes They Come Back... Again (1996)
- Sommersby (1993)
- Son in Law (1994)
- South Park: Bigger, Longer & Uncut (1999)
- Space Jam (1996)
- The Specialist (1994)
- Species (1995)
- Species 2 (1998)
- Speed (1994)
- Speed 2: Cruise Control (1997)
- Spellbound (1999)
- Spice World (1997)
- The Spirit Doesn't Come Anymore (1997)
- Spy Hard (1996)
- Stanno tutti bene (1990)
- Star Trek VI: The Undiscovered Country (1991)
- Star Trek: First Contact (1996)
- Star Trek: Generations (1994)
- Star Trek: Insurrection (1998)
- Star Wars: Episode I: The Phantom Menace (1999)
- Stargate (1994)
- Starship Troopers (1997)
- Stepmom (1998)
- Stigmata (1999)
- Still Crazy (1998)
- The Straight Story (1999)
- Strictly Ballroom (1992)
- Striptease (1996)
- Stuart Little (1999)
- Studio 54 (1998)
- Sugar Hill (1996)
- The Sun on the Roof of the World (1992)
- The Surrogate (1995)
- Surviving Picasso (1996)
- Suzy Q (1999)
- The Sweet Hereafter (1997)
- Swordsman (1990)
- Swordsman II (1991)
- Swordsman III (1992)

## T
- The Talented Mr. Ripley (1999)
- Tales of the Crypt (1996)
- Tango (1998)
- The Tango Lesson (1997)
- Tank Girl (1995)
- Tarzan (1999)
- De Tasjesdief (1995)
- Taxi (1998)
- Teenage Mutant Ninja Turtles (1990)
- Teenage Mutant Ninja Turtles II: The Secret of the Ooze (1991)
- Teenage Mutant Ninja Turtles III: Turtles in Time (1993)
- Temmink: The Ultimate Fight (1998)
- Terminal Velocity (1995)
- Terminator 2: Judgment Day (1991)
- Tesis (1996)
- That Thing You Do! (1996)
- Thelma & Louise (1991)
- There's Something About Mary (1998)
- The Thin Red Line (1998)
- The Thing Called Love (1992)
- The Thomas Crown Affair (1999)
- Three Kings (1999)
- Three Men and a Little Lady (1990)
- The Three Musketeers (1993)
- Threesome (1994)
- The Tibetan Book of the Dead (1994)
- Ticks (1999)
- Die Tigerin (1992)
- A Time to Kill (1996)
- Timecop (1994)
- Tin Cup (1996)
- Titanic (1997)
- To Wong Foo, Thanks for Everything! Julie Newmar (1995)
- Todo sobre mi madre (1999)
- Tombstone (1993)
- Tomorrow Never Dies (1997)
- Topsy-Turvy (1999)
- Total Eclipse (1995)
- Total Recall (1990)
- Toy Story (1995)
- Toy Story 2 (1999)
- Trainspotting (1996)
- Tremors (1990)
- Tremors 2: Aftershocks (1996)
- Trials of Telo Rinpoche (1999)
- Trois couleurs: Blanc (1994)
- Trois couleurs: Bleu (1993)
- Trois couleurs: Rouge (1994)
- True Lies (1994)
- True Romance (1993)
- The Truman Show (1998)
- Turbulence (1997)
- De tussentijd (1993)
- Twister (1989)
- Twister (1996)

## U
- Ultra Warrior (1990)
- Under Siege (1992)
- Under Siege 2: Dark Territory (1995)
- Underground (1995)
- Unforgiven (1992)
- Universal Soldier (1992)
- Unlawful Entry (1992)
- Untamed Heart (1993)
- Up Close & Personal (1996)
- Urban Legend (1998)
- The Usual Suspects (1995)

## V
- V.I. Warshawski (1991)
- Vals licht (1993)
- Vampire's Kiss (1990)
- Van Gogh (1992)
- Van Gogh's Ear (1992)
- The Vanishing (1993)
- Varsity Blues (1999)
- Vegas Vacation (1997)
- The Velocity of Gary (1998)
- Velvet Goldmine (1999)
- Very Bad Things (1998)
- Via Satelitte (1998)
- Victim of Love (1991)
- La Vie sexuelle des Belges 1950-78 (1994)
- Vincent & Theo (1990)
- The Virgin Suicides (1999)
- Virtuosity (1995)
- Virus (1999)
- La vita è bella (1997)
- De Vliegende Hollander (1995)
- De vlinder tilt de kat op (1994)
- Volcano (1997)
- Voor een verloren soldaat (1992)
- Voyage (1993)

## W
- Wag the Dog (1997)
- A Walk in the Clouds (1995)
- The Waterboy (1998)
- Waterworld (1995)
- Wayne's World (1992)
- Wayne's World 2 (1994)
- The Wedding Banquet (1993)
- The Wedding Singer (1998)
- What About Bob? (1991)
- What Dreams May Come (1998)
- What's Eating Gilbert Grape (1993)
- What's Love Got to Do with It (1993)
- When a Man Loves a Woman (1994)
- Where the Day Takes You (1992)
- While You Were Sleeping (1995)
- White Fang (1991)
- White Hunter Black Heart (1990)
- White Men Can't Jump (1992)
- White Palace (1991)
- White Sands (1992)
- White Snake, Green Snake (1993)
- Whore (1991)
- Whore II (1994)
- Wild at Heart (1990)
- Wild Wild West (1999)
- The Wind in the Willows (1996)
- Windhorse (1998)
- Wissen vom Heilen (1997)
- The Witches (1990)
- With Honors (1994)
- Wolf (1994)
- The World Is Not Enough (1999)
- De Wraak van Jafar (1994)
- Wyatt Earp (1994)

## X
- The X-Files (1998)
- Xiu Xiu: The Sent Down Girl (1998

## Y
- You've Got Mail (1998)
- Young Guns II (1990)

## Z
- Het Zakmes (1992)
- Zandalee (1991)
- De zeemeerman (1996)
- De zondagsjongen (1992)
- Zusje (1995)